# Waikare Lacus
Cet article concerne le lac de Titan, le satellite de Saturne. Pour le lac situé en Nouvelle-Zélande, sur Terre, voir lac Waikare.
Waikare Lacus est un lac de Titan, satellite naturel de Saturne.

## Caractéristiques
Waikare Lacus est situé près du pôle Nord de Titan, centré sur 81,6° de latitude nord et 126,0° de longitude ouest, et mesure 52,5 km dans sa plus grande longueur. Découvert sur des images prises par la sonde Cassini en 2007, Waikare Lacus fait partie des nombreux lacs qui parsèment la région septentrionale de Titan.

## Observation
Waikare Lacus a été découvert par les images transmises par la sonde Cassini en 2007. Il a reçu le nom du lac Waikare, un lac de Nouvelle-Zélande.